# Dutch Open 1992
Il Dutch Open 1992 è stato un torneo di tennis giocato sulla terra rossa.
È stata la 35ª edizione del Dutch Open, che fa parte della categoria ATP World Series nell'ambito dell'ATP Tour 1992. 
Si è giocato ad Hilversum nei Paesi Bassi, dal 20 luglio al 26 luglio 1992.

## Campioni

### Singolare
Karel Nováček ha battuto in finale  Jordi Arrese con il punteggio di 6–2, 6–3, 2–6, 7–5

### Doppio
Paul Haarhuis /  Mark Koevermans hanno battuto in finale  Marten Renström /  Mikael Tillström con il punteggio di 6–7, 6–1, 6–4